# Rudno nad Hronom
Rudno nad Hronom – wieś (obec) na Słowacji położona w kraju bańskobystrzyckim, w powiecie Žarnovica.

## Położenie
Wieś leży w dolinie Hron, u zachodnich podnóży Gór Szczawnickich, ok. 6 km na południe od miasta Žarnovica. Położona jest na lewym brzegu rzeki, w miejscu, w którym do doliny Hronu otwiera się od południowego wschodu Rudnianska dolina, którą spływa uchodzący tu do Hronu Rudniansky potok. Zabudowania wsi wchodzą głęboko w górę doliny tego potoku.
Przez wieś, lewym brzegiem Hronu, biegnie lokalna droga z Žarnovicy do miejscowości Brehy. Prawym brzegiem Hronu biegnie droga ekspresowa R1 oraz linia kolejowa Zwoleń - Nové Zámky.

## Historia
Tereny wsi były zamieszkane przez człowieka już co najmniej od wczesnego średniowiecza. Odnaleziono pochodzące z tego okresu ślady wyżynnego siedliska, a następnie pozostałości gródka z XIII w. Pierwsze wzmianki o miejscowości pochodzą z roku 1283, kiedy była notowana pod nazwą Ruda, a następne z roku 1323, kiedy należała do właścicieli majątku Kálna. Od 1391 r. należała do feudalnego „państwa” z siedzibą na Zamku Revište. W 1672 r. wraz z całym „państwem” przeszła na własność Komory Górniczej w Bańskiej Szczawnicy.
Przeszłość miejscowości, jak o tym świadczy jej nazwa, była od początku związana z górnictwem rud metali. Pierwsze wzmianki o działalności górniczej na terenie wsi pochodzą z XIV w. Kopano głównie złoto i srebro, a następnie również rudy żelaza. Wydobywano także ochrę, wykorzystywaną do produkcji farb. W rejonie góry Chlm znajdowało się 14 nazwanych sztolni, udostępniających żyły Anna, De Deo, Filip i Priečna. Wyloty niektórych z nich istnieją do dzisiaj (np. sztolnia Anna Božena w górnej części wsi).
W 1871 r. zakończono wydobycie rud żelaza, a w roku następnym na terenie, na którym pracowały dawniej stępy rozdrabniające rudę, wybudowana została huta szkła. Założył ją czeski przedsiębiorca Ignác Prokopec, ale największy rozwój zanotowała ona pod kierunkiem Vincenta Ružički. Huta produkowała szeroki asortyment różnych wyrobów szklanych, w tym naczyń i opakowań, a także szkło dekorowane i szlifowane. Zakład funkcjonował do 1927 r., kiedy to został przeniesiony do Novej Bane. Z czasem mieszkańcy zajęli się rolnictwem oraz garncarstwem. Obecnie pracują m.in. w miejscowym gospodarstwie rolnym, a w większości w zakładach przemysłowych w okolicy (Hliník nad Hronom, Nová Baňa, Žiar nad Hronom).

## Demografia
Według danych z dnia 31 grudnia 2012, wieś zamieszkiwało 510 osób, w tym 261 kobiet i 249 mężczyzn.
W 2001 roku pod względem narodowości i przynależności etnicznej 98,5% mieszkańców stanowili Słowacy, a 1,31% Czesi.
Ze względu na wyznawaną religię struktura mieszkańców kształtowała się w 2001 roku następująco:
- Katolicy rzymscy – 87,1%
- Ewangelicy – 0,37%
- Husyci – 0,19%
- Ateiści – 7,66%
- Nie podano – 4,67%.